# Opisa eschrichti
Opisa eschrichti är en kräftdjursart som först beskrevs av Henrik Nikolai Krøyer 1842.  Opisa eschrichti ingår i släktet Opisa och familjen Opisidae. Arten är reproducerande i Sverige. Inga underarter finns listade i Catalogue of Life.